# Comuna Frasin, Dondușeni
Comuna Frasin este o comună din raionul Dondușeni, Republica Moldova. Este formată din satele Frasin (sat-reședință), Caraiman și Codrenii Noi.
TOPOGRAFIE ISTORICĂ 
Originea etimologică a vechiului sat, Frasin, atestat documentar în 1589 (pentru prima oară ), nu este de la numele femeiesc prescurtat, din "Eufrosinia" în "Frăsâna", cum e scris greșit în unele acte, ci de la copacul al cărui nume îl poartă.  
Satul vechi, lung de peste 2 km, este fundul unui hârtop cu mai multe coline și povârnișuri ce sunt din ambele părți, și era locuit doar cât țin pantele văii (Planul lui Schubert, 1868-1893, f. 27-6). În jurul satului vechi, sus pe loc mai drept, satul avea să se lărgească în perioada sovietică - mai mult spre nord și mai puțin spre sud-est. La înc. sec. XX s-a înregistrat: ,,FRĂSÂNA, rusește Frasino, sat, în județul Soroca, volostea Târnova, așezat într-un hârtop din dreapta văii Apa-Mâței. Are o populație de 1199 suflete români; biserică; 317 vite mari, 36 cai, 240 oi" (Dicționarul geografic al Basarabiei, 1904, Zamfir Arbore). Conform hărților istorice, în sec. XIX, la Frasin nu erau mori de vânt, ca în satele vecine și nici păduri ce s-ar fi defrișat mai târziu (Planul lui Schubert, 1868-1893, f. 27-6). Până la mijlocul sec. XX satul Frasin a fost în general de rând cu cele sărace, iar în perioada țaristă a fost sub administrarea moșierilor din satul vecin, Scăieni, unde era conacului Filip Marcoci și cel mai apropiat drum poștal. "Valea lui Mâțu" este în pământul satelor Frasin și Codrenii-Noi, fiind înseamnă pe prima hartă topografică a acestor pământuri (Planul lui Schubert). Conform istoriei bisericii din satul vecin, Scăieni, dinastia răzășească "Mâțu" a dispărut din Scăieni după revoluția din 1917, când s-a distrus și conacul. Strânsa legătură între aceste sate o arată și vechile drumuri, ce erau două de la Scăieni până la ferma "Pohor", ambele trecând pe la Frasin (Planul lui Schubert). 
Moșia satului Frasin, ce după vechile hotare arată ca un triunghi echilateral fără cornuri, este așezat în bazinele văilor "lui Mâțu", "Pomilor" și "Bourului". Acestea sunt afluenți de dreapta ai Răutului. În cursul acestor gârle, pământul satului Frasin nu ajunge nici la Răut, unde se varsă, nici la dealul Bourului, de unde încep ele, și care desparte bazinul apelor Nistrului de ale Prutului. Așadar, hotarul moșiei este: de la "Pădurea Viilor" (Scăieni) până în fața Răutului (printre valea lui Mâțu și hârtoapele de la Scăieni); iar de aici, paralel cu Răutul, până la "Capul Piscului". Pe acest segment s-au făcut schimbări de hotar, în perioada sovietică, când o parte de pământ a trecut de la Târnova la Codrenii-Noi. Iar de la Capul Piscului, peste dealul Caraiman și prin valea "Vulpăria", până aproape de noul sat, Ciubara, hotarul era aproape drept. Ocolind un hârtop din pământul "Pohor", ia direcția nordică, spre dealul "Bourului". Pe acest segment, de la valea "Vulpăria" până mai sus de valea "Cugușeni", era hotarul pământului "Pohor". Iar de aici, rămânând neschimbat, hotarul trece prin valea "Bourului" și ajunge sub dealul cu acelaș nume de se întoarce la Pădurea Viilor. 
Cătunul "Pohor", ce a existat pe pământul satului Frasin, în partea sudică, ca moșie a lui Mihail Sturdza și la urmă, fermă gubernială, este descris astfel: ,,POHOR, cătun, în județul Soroca, așezat în valea Bourului, la gura văii Cugușeni. Are 12 case, cu o populațiune de 68 suflete. Aproape de sat este un heleșteu" (Dicționarul geografic al Basarabiei, 1904, Zamfir Arbore). În perioada Regatului Român, când s-a desființat cătunul, acest pământ a avut să treacă la satul vecin, Baraboi, ce era unul nou și creștea repede. După istoria satelor vecine, primii locuitori din Baraboi (atestat în 1839) au fost strămutați din Scăieni anume în perioada când satul Frasin, ce este între acestea două, era sub administrarea moșierilor din Scăieni. Aceste împrejurări nu se cunoaște în ce măsură au influențat țărănimea din Frasin, precum schimbările de hotar cu satul nou Baraboi.    
Trei sate noi aveau să fie fondate pe pământul satului Frasin, în perioada Regatului Român: Codrenii-Noi, Caraiman și cătunul Petru-Rareș. Acestea erau toate numai cartiere drepte și din ele numai primul a fost să fie cu perspectivă (Harta topografică Românească, 1939). Codrenii-Noi s-a fondat pe locul satului "Valea-Răzășilor", în valea lui Mâțu, de ucraineni veniți de la Codrenii din plasa Otaci. Ultimii răzeși ar fi fugit de aici după revoluția din 1917, iar în 1939 satul era format aproape pe jumate față de sfârșitul perioadei sovietice (Harta topografică Românească, 1939). În perioada respectivă a fost să se facă și drumul de acces spre localitățile vecine "Tîrnova-Frasin". Satul Caraiman, ce a fost în fundul văii "Vulpăria", la vest de dealul cu acelaș nume de origine turcică, era tot unul ucrainean. Datorită drumului ce s-a făcut până aici, în perioada sovietică, satul a supraviețuit până la sfârșitul sec. XX, când a rămas pustiu. Cătunul Petru-Rareș, ce era pe drumul vestic dintre Frasin și Scăieni, în valea lui Mâțu, la Odaia lui Tihic, a fost populat doar de o generație de locuitori. Din motivul prea multor localități mici, majoritatea au fost sortite desființării, prin lipsa investițiilor, cum s-a făcut și aici. De menționat este că îndată peste deal era cătunul "Cotul-Frumos", adică, în jurul satului Frasin, la începutul perioadei sovietice, erau 5 sate mici (Harta topografică Românească, 1939).
"Valea lui Mâțu" - cum e însemnată pe harta statului major rus, după numele moșierului din Scăieni (Planul lui Schubert, 1868-1893, f. 27-6) sau "Valea Răzășilor", cum o numește Ion Druță, este descrisă pe scurt: ,,APA MÂȚEI, vale în județul Soroca, începe la Nord de satul Frasân și merge în direcția Sud-Est, până aproape de valea Răutului. În albia ei curge un mic pârâu. Lungimea văii 9 km..." (Dicționarul geografic al Basarabiei, 1904, Zamfir Arbore). Această vale începe de sub dealul Bourului și sfârșește în "Valea Pomilor", iar în cursul ei sunt trei iazuri și au fost două sate. Pe malul stâng al iazului "Găinăria", în "Odaia lui Tihic", a fost cătunul Petru-Rareș, iar între "Iazul lui Buda" și cel de "La Trei Fântâni" a fost satul "Valea Răzeșilor", pe ambele maluri. În dreptul ultimei localități, pe malul stâng al văii lui Mâțu, s-a format satul Codrenii-Noi. În această vale sfârșește și hârtopul satului, la iazul de "La Trei Fântâni". 
"Valea Pomilor" începe de sub "Celălalt Deal" (262 m), de pe marginea sudică a satului Frasin și sfârșește în Răut, pe pământul satului Baraboi. Hotarul istoric cu pământul satului vecin o întretaie între dealurile "Capul Piscului" și "Caraiman" (235 m), (Ibidem).
Dealul "Celălalt" (262 m), care este cel mai nalt loc de pe pământul satului Frasin, nu se cunoaște din care pricină poartă acest nume. Altfel zis, pe acesta era măgură (movilă de strajă), ca și pe dealul "Caraiman" (235 m). Deși ultimul este mai jos, avea mai multă prioritate strategică, peste movila lui trecând hotarul dintre două județe. Aceste două dealuri, de pe brazda dintre valea "Bourului" și cele a "lui Mâțu" și a "Pomilor", erau singurele de strajă, în hotarele satului Frasin (Planul lui Schubert). Prin urmare, "Cel de-ntâi", care este înaintea lui "Celălalt", ar fi dealul Caraiman și ultimul ar fi primit numele respectiv de la străjeri, iar nu de la țărani, pentru că stă în fața malului stâng al hârtopului satului. "Capul Piscului" este ultimul deal din brazda dintre valea Răutului și văile "lui Mâțu" cu a "Pomilor", culmea lui fiind tot pe hotarul vechi județian. De aici este deschidere pentru observații la distanță în trei direcții. Deși hărțile vechi nu arată aici movilă de strajă, îi indică numele istoric (Harta topografică Românească, 1939) și drumul de hotar (Planul lui Schubert, 1868-1839, f. 27-6). De menționat este faptul că "Capul Piscului" e unul din doar două dealuri de pe care se putea face observări peste "Colonia Evreiească Briceva", unde, în perioada țaristă, ieșirea și intrarea erau sub control strategic. Tot el e singurul loc de pe hotarul istoric, de unde se vede la mică distanță locul de la "Pristanca" străjerilor, ce funcționa pe Răut, la Ionești (Elenăuca), pentru supravegherea comerțului evreilor din colonie, pe direcția vestică (Ibidem).   
"Valea Bourului" este la sud-vest de localitate, pe pământul satului Frasin fiind mai mult hârtoape. Aici, bazinul acestei văi este despărțit de al celor descrise mai sus, prin brazda dealurilor "Celălalt" și "Caraiman", ce are aceiaș lungime ca valea "Bourului". În 1904 aceasta este descrisă astfel : ,,VALEA BOURULUI - vale, în județul Bălți, începe în județul Soroca, pe moșia satului Frasân și merge în direcțiunea Sud-Est, până în valea Răutului, trecând pe la sud de satul Baraboi... Lângă ferma Pohor intră în județul Bălți..." (Dicționarul geografic al Basarabiei, 1904, Zamfir Arbore). Hotarul județian vechi, ce tăia valea respectivă, a fost unul schimbător în acest loc, din cauza creșterii noului sat vecin, Baraboi, la care a trecut pământul Pohor. "Iazul lui Vasile" este cel mai vechi lac de la Frasin și exista în valea Bourului încă la sfârșitul sec. XIX (Planul lui Schubert, 1868-1893, f. 27-6).
Drumurile vechi ce porneau din Frasin spre localitățile vecine erau: spre Scăieni, prin Odaia lui Tihic; spre târgul Briceva, pe la "Capul Piscului" și "Pristanca" de la Ionești (Elenăuca) și; spre ferma "Pohor". Căile spre Baraboi și Fântâna-Nouă (Gașpar) erau drumuri secundare, iar spre centrul de voloste, Tîrnova, nu exista nici un drum direct, decât pe la Scăieni sau Elenăuca. Cele trei sate noi ce au fost fondate pe pământul satului Frasin, la înc. sec. XX, precum și schimbările din vecinătate, au avut a schimba aici prioritatea drumurilor. Drumul nou spre Tîrnova, ce în perioada sovietică a fost centru raional, a fost planificat și făcut pe diagonala terenurilor agricole, prin Codrenii-Noi. Până atunci noul sat nu avea un drum de ieșire spre alte localități. Spre direcția vestică s-a ales drumul prin Gașpar, iar cele spre Scăieni și Briceva au fost hotărâte ca fără perspectivă. Din această pricină a dispărut și cătunul Petru-Rareș, înainte de îmbătrânire. Doar spre satul Caraiman s-a făcut drum pavat, pentru ca primii doi km să fie drum stradal al satului Frasin, iar cu timpul să se prelungească până la Baraboi.           

## Demografie
Conform datelor recensământului din 2014, comuna are o populație de 1.706 locuitori. La recensământul din 2004 erau 2.090 de locuitori.

## Administrație și politică
Componența Consiliului local Frasin (9 consilieri), ales la 5 noiembrie 2023, este următoarea:
|  | Partid                                       | Consilieri | Componență | Componență | Componență | Componență | Componență |
|  | -------------------------------------------- | ---------- | ---------- | ---------- | ---------- | ---------- | ---------- |
|  | Partidul Socialiștilor din Republica Moldova | 5          |            |            |            |            |            |
|  | Partidul Acțiune și Solidaritate             | 4          |            |            |            |            |            |